# Stefan Mladenović
Stefan Mladenović (Vukovar, 3. ožujka 1994.), je norveški nogometaš, Hrvat koji trenutačno igra za Odds BK. Igra na mjestu krilnoga igrača.

## Klupska karijera
Stefan Mladenović rođen je u Hrvatskoj, u Vukovaru 1994. godine, odakle je s nepune tri godine s roditeljima preselio u Norvešku. Seniorsku klupsku karijeru počeo je u norveškome klubu Pors Grenland (2014. – 2016.) a onda je 2016. godine prešao u Odds BK gdje i sada igra. 